# 가이이와마역
가이이와마역(일본어: 甲斐岩間駅)은 일본 야마나시현 니시야쓰시로군 이치카와미사토정에 있는 도카이 여객철도 미노부 선의 역이다. 섬식 승강장 1면 2선을 가진 지상역이다.

## 타는 곳
| 1 | ■ 미노부 선 | 하행 | 고후 방면          |
| 2 | ■ 미노부 선 | 상행 | 미노부 · 후지 방면 |

## 이용 현황
| 연도     | 하루 평균 승차 인원 |
| 1950년도 | 1,160               |
| 1980년도 | 845                 |
| 2005년도 | 259                 |
| 2006년도 | 247                 |
| 2007년도 | 235                 |
| 2008년도 | 241                 |
| 2009년도 | 241                 |
| 2010년도 | 225                 |
| -------- | ------------------- |

## 역 주변
- 야마나시 중앙은행 로쿠고 지점

## 인접 정차역
| 도카이 여객철도 미노부 선 | 도카이 여객철도 미노부 선 | 도카이 여객철도 미노부 선 |
| ------------------------- | ------------------------- | ------------------------- |
| 구나도 후지 방면          | ■ 미노부 선               | 오치이 고후 방면          |